# Palikur

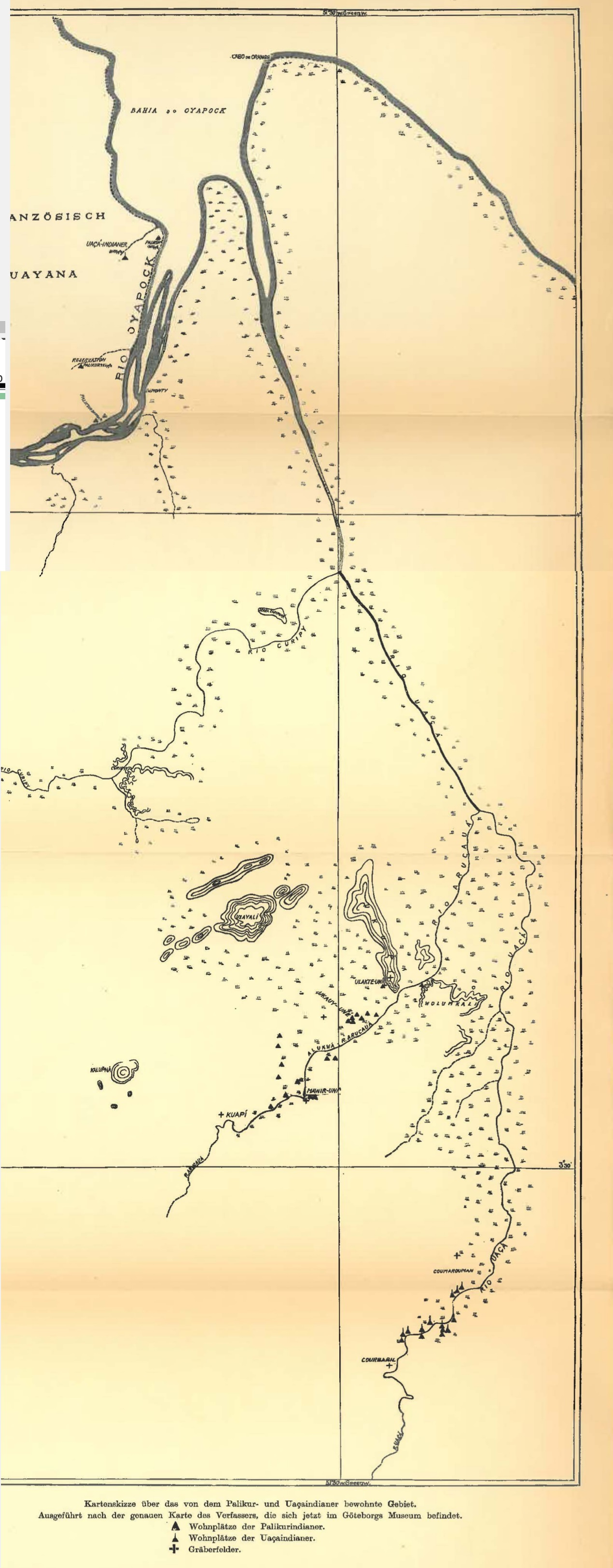
Karta som visar palikurbosättningar längs bifloder till Uacafloden 1925. Ur Curt Nimuendajús bok Die Palikur-Indianer, 1926.

Palikur (eller palikurfolket, palikurerna, även paricuria, paricores, palincur, parikurene, parinkur-Iéne, païkwené, pa'ikwené, aricours, aukuyene, karipúna-palikúr, palicur, palijur, palikour, paricura, paricuri eller parucuria) är ett ursprungsfolk som lever i flodområdena i den brasilianska delstaten Amapá och i Franska Guyana, särskilt i sydöstra gränsregionen, på norra stranden av Oyapockfloden. Själva använder de parikwene vilket betyder "folket från floden i mitten" vilket syftar på Urukauafloden som ligger just mellan Uaçáfloden och Curipifloden. Deras språk, som också kallas palikúr, är ett arawakspråk och de är socialt organiserade i olika klaner. Som med andra grupper i Amazonas är nuvarande befolkningssiffror för palikur osäkra men de uppskattningar som gjorts varierar mellan 1300 och 3 000. Ungefär två tredjedelar av dem bor i Brasilien och resten i Franska Guyana.

## Historia
Eftersom palikur levde så nära Amazonasflodens mynning när européerna kom till Brasilien var de också en av de första amazonasstammarna som kom i kontakt med européer. Redan 1507 noterades deras namn av den spanska utforskaren Vicente Yañez Pinzón. Vid mitten av 1600-talet uppskattades palikurbefolkningen till 1200 varav 400 var bågskyttar. Ungefär en tredjedel av deras totala befolkning levde då mellan floderna Cassiporé och Maroni. De var involverade i ett hundraårigt långt krig med grannarna galibi (även kalina eller cariber/kariber) och motsatte sig även missionärernas ansträngningar att kristna dem. Palikurfolket var också inblandade i den långvariga koloniala rivaliteten mellan Portugal och Frankrike för kontroll över den region som sträckte sig söderut till det område som utgör delstaten Amapá i Brasilien idag. En portugisisk expedition från slutet av 1700-talet brände alla byar i territoriet, som då var under fransk inflytande, och deporterade palikur, som hade blivit allierad med fransmännen, till det inre av Brasilien. Följaktligen förblev palikurfolket isolerat under större delen av 1800-talet. Efter att Amapá slutligen tillföll Brasilien 1900 valde cirka 200 till 300 palikurer att flytta från Brasilien till Franska Guyana, där de länge haft goda relationer med créolebefolkningen. År 1925 var befolkningen strax under 200 personer.
Fördomar mot ursprungsbefolkningar i Brasilien har länge varit ett stort problem och palikur har inte glömt vad portugiserna utsatte dem för när de deporterades. 1942 startade myndigheterna (SPI - Serviço de Proteção ao Índio, från 1967 FUNAI - Fundação Nacional do Índio) ett program med syftet att integrera ursprungsfolken. Detta var föga framgångsrikt och palikurfolket utgjorde inget undantag. De äldre palikurerna motsatte sig skolsystemet eftersom de uppfattade det som en form av slaveri. I början av 1960-talet flyttade en del av de palikurer som levde i Brasilien till Franska Guyana. Bakgrunden till detta var bland annat ett shamanistiskt krig. Denna förflyttning från Brasilien till Franska Guyana har fortsatt. Först i slutet av 1960-talet, med skapandet av FUNAI, och när de började konvertera till pentekostalism (en typ av pingströrelse) blev palikur mindre fientligt inställda till den brasilianska regeringen. Mellan 1977 och 1981 avsatte FUNAI ett reservat på 4347 km2 för palikur, uaçá galibi och karipúna. 1980 byggdes en pingstkyrka i byn Ukumene, som samlade en befolkning på 350, nästan två tredjedelar av den då brasilianska palikurbefolkningen och mer än en tredjedel av den totala palikurbefolkningen.